# チュニジアの世界遺産
チュニジアの世界遺産 （チュニジアのせかいいさん）はユネスコの世界遺産に登録されているチュニジア国内の文化・自然遺産。

## 文化遺産
- チュニス旧市街 - （1979年、文化遺産）
- カルタゴ遺跡 - （1979年、文化遺産）
- エル・ジェムの円形闘技場 - （1979年、文化遺産）
- ケルクアンの古代カルタゴの町とその墓地遺跡 - （1985年、文化遺産）
- スース旧市街 - （1988年、文化遺産）
- ケルアン - （1988年、文化遺産）
- ドゥッガ/トゥッガ - （1997年、文化遺産）

## 自然遺産
- イシュケル国立公園 - （1980年、自然遺産）

## 複合遺産
なし